# Regia Aeronautica
Regia Aeronautica (italiensk: Kongelig Flyvning eller Luftfart) var det fascistiske Italiens luftvåben. I 1922 kom diktatoren Benito Mussolini til magten, og i 1923 samlede han flystyrkerne fra hærens Corpo Aeronautico Militare og marinens Aviazione della Regia Marina i det selvstændige Regia Aeronautica. Det kongelige i navnet skyldes, at Italien var et monarki med Kong Victor Emanuel 3. som marionetkonge.
Regia Aeronautica blev et propagandaredskab, der skulle vise omverdenen, hvor dygtige italienerne var. I tyverne og trediverne var den italienske flyindustri toneangivende og blev ivrigt kopieret. Mario Castoldi tegnede og testfløj racerflyet Macchi M.39-søflyet, der vandt Schneidertrofæet i 1926. I 1934 fløj hans Macchi M.C.72 709 km/t, hvilket stadig er rekorden for stempelmotordrevne søfly. I 1930 havde Regia Aeronautica kunstflyvningsholdet Giornata dell'Ala, der opfandt nogle af de formationer, der stadig bruges i dag. I 1930 udførte Italo Balbo transatlantiske flyvninger med 24 Savoia-Marchetti S.55-søfly for at bevise regulariteten.
I 1935 var hele Afrika koloniseret bortset fra det abessinske kejserrige (Etiopien). Eventuelle forsøg på at erobre jord fra andre afrikanske kolonier ville føre til krig mod en europæisk magt, så Mussolini kastede sig over Abessinien i oktober 1935. Det var en ulige kamp med et bogstaveligt overkill fra italienernes side. Etiopiske krigere med spyd blev sennepsgasbombet af Regia Aeronautica.
Regia Aeronautica opstillede et korps af "frivillige" i Aviazione Legionaria, der deltog på Francos side i den Spanske Borgerkrig. De dygtige italienske jagerpiloter i biplaner nedskød adskillige republikanske fly. Italien kom derfor til den fejlagtige konklusion, at fremtidige jagerfly skulle være biplaner.

## 2. verdenskrig
Da Italien indtrådte i 2. verdenskrig i 1940 var Regia Aeronauticas styrketal:
- 58 Squadriglia Bombardieri – bombeeskadriller.
- 20 Squadriglia Caccia – jagereskadriller.
- 7 Squadriglia Osservazione – rekognosceringseskadriller.
- 3 Squadriglia Combattimenta – jagerbombereskadriller.
- 3 Squadriglia Trasporta – transporteskadriller.

Da De Allierede nåede Rom i 1943 blev Italien i princippet opdelt i en sydlig allieret del og en nordlig fascistisk del. Regia Aeronautica blev ligeledes splittet i to: Aviazione Cobelligerante ed Aeronautica Militare Italiana, der blev udrustet med amerikanske fly – og Aviazione Nazionale Repubblicana der blev inkorporeret i Luftwaffe. Efter nogle uheldige episoder anså De Allierede syditalienerne for upålidelige og overførte dem til krigen i Balkan.
I 1946 blev Italien en republik, og Italiens luftvåben mistede sit kongelige navn og hedder Aeronautica Militare.